# Tripterospermum cordifolioides
Tripterospermum cordifolioides là một loài thực vật có hoa trong họ Long đởm. Loài này được J. Murata miêu tả khoa học đầu tiên năm 1989.